# Едмонд Тапсоба
Едмонд Файсал Тапсоба (фр. Edmond Fayçal Tapsoba; нар. 2 лютого 1999, Уагадугу, Буркіна-Фасо) — футболіст німецького «Баєра» та збірної Буркіна-Фасо.

## Клубна кар'єра
Уродженець Уагадугу, Тапсоба виступав за буркінійські клуби «Салітас» і «Уагадугу».
У 2017 році перебрався до Португалії, ставши гравцем клубу «Лейшойш». У січні 2018 року став гравцем «Віторії» Гімарайнш, а у квітні того ж року підписав контракт із «завойовниками» до 2022 року. 18 серпня 2018 року дебютував в основному складі «Віторії» у матчі португальської Прімейри проти «Боавішти».
31 січня 2020 за 18 мільйонів євро перейшов у «Баєр 04». З німецькою командою Едмонд Тапсоба підписав контракт до червня 2025. 8 лютого 2020 дебютував в основному складі команди в матчі Бундесліги проти «Борусії Дортмунд».

## Виступи за збірні
24 серпня 2016 року Едмонд Тапсоба дебютував за національну збірну Буркіна-Фасо у матчі проти збірної Узбекистану.

## Досягнення

### Клубні
- Чемпіон Німеччини (1):

«Баєр 04»: 2023–24
- Володар Кубка Німеччини (1):

«Баєр 04»: 2023–24
- Володар Суперкубка Німеччини (1):

«Баєр 04»: 2024